# Antoon van der Steen
Antoon van der Steen (Etten-Leur, 19 januari 1936 - aldaar oktober 2019) was een in Nederlands wielrenner. Van der Steen heeft gereden voor de wielerploeg Locomotief-Vredestein.
Van der Steen won in 1960 de tweede etappe in de Ronde van Luxemburg een jaar later won hij de vijfde etappe deel a in de Ronde van Nederland. Van der Steen nam in 1961 deel aan de Ronde van Frankrijk waar hij 64e werd.

## Palmares
1960
2e etappe Ronde van Luxemburg
 Nederlands kampioenschap wielrennen op de weg
1961
5e etappe deel a Ronde van Nederland